# خدامراد احمدی
خدامراد احمدی (زاده ۱۳۵۲ ایذه) دولتمرد سابق ایرانی است. او سمت‌هایی چون ریاست سازمان توسعه و نوسازی معادن و صنایع معدنی ایران (ایمیدرو) و معاونت  وزیر صنعت، معدن و تجارت ایران را بر عهده داشته است. احمدی در پرونده اختلاس سه هزار میلیاردی به عنوان متهم ردیف هشتم محکوم شد. او بر اساس حکم دادگاه به ۱۰ سال زندان محکوم شد.

## مسئولیت‌ها
احمدی در دولت محمود احمدی نژاد به سمت‌هایی دست یافت. وی سابقه حضور در دانشگاه علم و صنعت را دارد به عنوان وزیر رفاه معرفی شده بود که موفق به احراز این سمت نشد. آخرین سمت وی پیش از دستگیری معاونت وزرات صنعت معدن و تجارت بود که در تاریخ ۱۴ دی ۱۳۹۰ دستگیر شد.
وی در سال ۱۳۸۳ و درحالی‌که تنها ۳۱ سال داشت اولین سمت خود را به عنوان مدیر کل مهندسی عمران سازمان بنادر و کشتیرانی به‌دست‌آورد. در آن زمان مدیر عامل سازمان بنادر و کشتیرانی احمد دنیامالی بود.
- عضو هیئت رئیسه اتاق بازرگانی، صنایع، معادن و کشاورزی ایران (که به گفته خودش با معرفی توسط وزیر صنعت وقت دولت احمدی نژاد مهدی غضنفری و به عنوان نماینده وزارت صورت گرفته است)[۳]
- ریاست سازمان صنایع کوچک و شهرکهای صنعتی[۵]
- رئیس سازمان توسعه و نوسازی معادن و صنایع معدنی ایران (ایمیدرو)

## محکومیت در اختلاس ۳ هزار میلیاردی
وی یکی از متهمان اصلی در پرونده موسوم به اختلاس سه هزار میلیاردی بود. پس از اتمام دادگاه و محکوم شدن خدامرادی احمدی، وبگاه الف کیفر خواست وی را منتشر کرد.
در جلسه دادگاه نماینده دادستان خطاب به او گفت: «نکته دیگر توجه به اموال دارایی‌های شماست شما فردی ۳۸ ساله هستید یک مدیر جوان در صورت رعایت موازین و رفتار اسلامی باید یک زندگی ساده و متوسط داشته باشد در حالی که ما در یک بار تفتیش منزل شما موفق به کشف ۸۰ سکه، ۷ ساعت گرانقیمت و چهار عدد شمش ۱۰۰ گرمی طلا شدیم. به این‌ها اضافه کنید ۵ سند ملکی و همچنین ۳۰۰ میلیون تومان پول نقد در حساب بانکی همه این‌ها را پیمانکاران به شما هدیه داده‌اند.»
وی در دادگاه و در هنگام دفاع از خود همکاری با نهادهای امنیتی را ذکر کرده بود.
اتهامات وی که در دادگاه نیز به اثبات رسید به شرح ذیل بود:
1. ارتشاء به مبلغ جمعاً ۹ میلیارد ریال (نهصد میلیون تومان)
2. مشارکت در اخلال در نظام اقتصادی کشور

### مجازات
به گفته سخنگوی قوه قضائیه ایران وی به «۱۰ سال حبس، رد مال و محرومیت از مشاغل دولتی به مدت ۳۰ سال محکوم شده» محکوم شد.